# 后髮座I星系群
后髮座I星系群是一個星系群，位於距離地球約4,730萬光年的后髮座。該星系群最亮的成員是NGC 4725。后髮座I星系群富含螺旋星系，橢圓星系和透鏡星系很少。后髮座I星系群位於更遠的后髮座星系團和獅子座星系團的前景中，並且位於室女座超星系團內。
后髮座I星系群目前正在墜入室女座星系團，並最終與其合併。

## 組成
后髮座I星系群似乎由兩個主要的子群組成，法國天文學家熱拉爾·佛科留斯認為一個是以NGC 4274和NGC 4278為中心的較緻密的子群，另一個是圍繞著NGC 4565的較鬆散的子群。然而，Gregory 和 Thompson（1977）並沒有發現后髮座I星系群中存在兩個不同亞群的明確證據。他們注意到NGC 4274周圍的密度略有增強，而后髮座I星系群的其餘成員則均勻分佈在密度增強的東南方。他們也注意到中心有一個棒狀結構，其短軸為0.9 Mpc（2.9 Mly），長軸為2.3 Mpc（7.5 Mly）。
P.Fouque 等人和 A. M. Garcia 等人二者均列出了后髮座I星系群，該星系群由以NGC 4274和NGC 4565為中心的兩個子群組成。此外，Gibson 等人提出以NGC 4725為中心的后髮座II星系群，與后髮座I星系群有關聯。2000年，Ferrarese等人定義了后髮座II星系群包含5個星系，分別是NGC 4494、NGC 4562、NGC 4565、NGC 4725和 NGC 4747。研究還發現，組成后髮座II星系群的5個星系的徑向速度在1190至1395 公里/秒的狹窄範圍內，大於后髮座I星系群中星系的速度（600至1000公里/秒）。
附近的NGC 4631星系群有時在某些星表裡被列為后髮座I星系群的一部分，而其他星表則將該星系群與后髮座I星系群分開列出。